# 药山镇 (岫岩县)
药山镇，是中华人民共和国辽宁省鞍山市岫岩满族自治县下辖的一个乡镇级行政单位。

## 行政区划
药山镇下辖以下地区：
韭菜沟村、永泉村、水獭岭村、朱家堡村和佟家堡村。